# Госпожа Юань
Госпожа Юань (кит. трад. 袁夫人, пиньинь Yuán fūrén; годы рождения и смерти неизвестны) — женщина поздней династии Хань и эпохи Троецарствия в Китае. Дочь полководца Юань Шу и наложница первого императора Восточной У Сунь Цюаня.
В 197 году Юань Шу, завладев Императорской печатью, объявил себя императором новой династии Чжун (仲). Однако он не получил поддержки от других правителей, наоборот, его действия спровоцировали волну недовольства. В 199 году армия Юань Шу после бесчисленных поражений была разбита, а сам он умер от переживаний. Опеку над семьёй Юань Шу взял его младший двоюродный брат Юань Инь. Вместе с его детьми, госпожой Юань и сыном Юань Яо, он сбежал в Луцзян искать защиты и бывшего подчинённого Юань Шу Лю Сюня. Однако Лю Сюнь был разбит силами Сунь Цэ и отступил на север, присоединившись к Цао Цао. Юани сдались Сунь Цэ и были хорошо встречены: госпожа Юань вошла в гарем Сунь Цюаня, младшего брата Сунь Цэ, а позднее дочь Юань Яо вышла замуж за Сунь Фэня, пятого сына Сунь Цюаня.
В 229 году Сунь Цюань объявил себя императором Восточной У и хотел сделать императрицей другую свою наложницу, госпожу Бу (так же известную как Бу Ляньши). Но его советники хотели видеть императрицей госпожу Сюй, которая была внучкой его тети, госпожи Сунь, жены Сюй Чжэня. Сунь Цюань так и не женился ни на одной из них. В 238 году госпожа Бу умерла, и Сунь Цюань предложил госпоже Юань стать его женой и императрицей У, но она отказалась, сославшись на то, что у неё нет детей. За все годы, что госпожа Юань провела в гареме Сунь Цюаня, она не родила ему ни одного ребёнка, но воспитала нескольких его детей от других женщин.
В 251 году Сунь Цюань женился на госпоже Пань, наложнице, которая в 243 году родила ему сына Сунь Ляна, которого Сунь Цюань назвал своим наследником. Госпожа Пань была злой и завистливой женщиной, и, несмотря на то, что стала императрицей, она до самой своей смерти не прекращала попыток оклеветать и погубить госпожу Юань.

## Семья
- Дед: Юань Фэн (袁逢).
- Отец: Юань Шу.
- Брат: Юань Яо (袁燿).
- Родственники:
  - Юань Шао, дядя.
  - Юань Тань (袁譚), Юань Си (袁熙), Юань Шан (袁尚), Юань Май (袁買), двоюродные братья.

## В массовой культуре
- Появляется в карточной игре «Sangokushi Taisen» под именем Юань Цзи (袁姬).